# Djaus
Djaus (Dyaus), Dyaus Pita (sanskryt द्यौष् पिता dyauṣ pitā) – dosłownie "światło", "niebo" – hinduski bóg niebios, Ojciec Nieba. Małżonek Prythiwi, bogini natury i matki Ziemi.
Jako bóg-ojciec czy też bóg nieba stanowi odpowiednik Zeusa oraz Jowisza.
Boska para rodzicielska Djausa i Prythiwi uważana jest za prarodziców ludzi i aniołów (dewa), pod tym względem utożsamiana może być z greckim duetem Uranosa oraz Gai.